# Ester Workel
Ester Workel est une rameuse néerlandaise née le 18 mars 1975 à Haaksbergen.

## Biographie
Aux Jeux olympiques d'été de 2004 à Athènes, la barreuse Ester Workel est médaillée de bronze en huit avec Froukje Wegman, Nienke Hommes, Hurnet Dekkers, Marlies Smulders, Annemiek De Haan, Sarah Siegelaar, Annemarieke Van Rumpt et Helen Tanger.
Aux Jeux olympiques d'été de 2008 à Pékin, elle obtient la médaille d'argent en huit avec Nienke Kingma, Femke Dekker, Roline Repelaer Van Driel, Marlies Smulders, Annemarieke Van Rumpt, Sarah Siegelaar, Annemiek De Haan et Helen Tanger.

## Palmarès

### Jeux olympiques
- 2008 à Pékin,  Chine
  -  Médaille d'argent en huit
- 2004 à Athènes,  Grèce
  -  Médaille de bronze en huit

### Championnats du monde
- 2005 à Gifu,  Japon
  -  Médaille de bronze en huit